# Les Trois Grâces (Cranach, Kansas City)
Pour les articles homonymes, voir Les Trois Grâces.
Les Trois Grâces est un tableau réalisé en 1535 par le peintre allemand Lucas Cranach l'Ancien. De format vertical, cette peinture à l'huile sur panneau de bois est une peinture mythologique représentant les Trois Grâces en pied devant un fond noir. Nues, les jeunes femmes se partagent un voile transparent qui serpente de l'une à l'autre. Achetée en 1956, l'œuvre est conservée au musée d'art Nelson-Atkins de Kansas City, dans le Missouri, aux États-Unis.
Le seul autre tableau de la main de l'artiste illustrant le même thème se trouve au musée du Louvre, à Paris, en France.

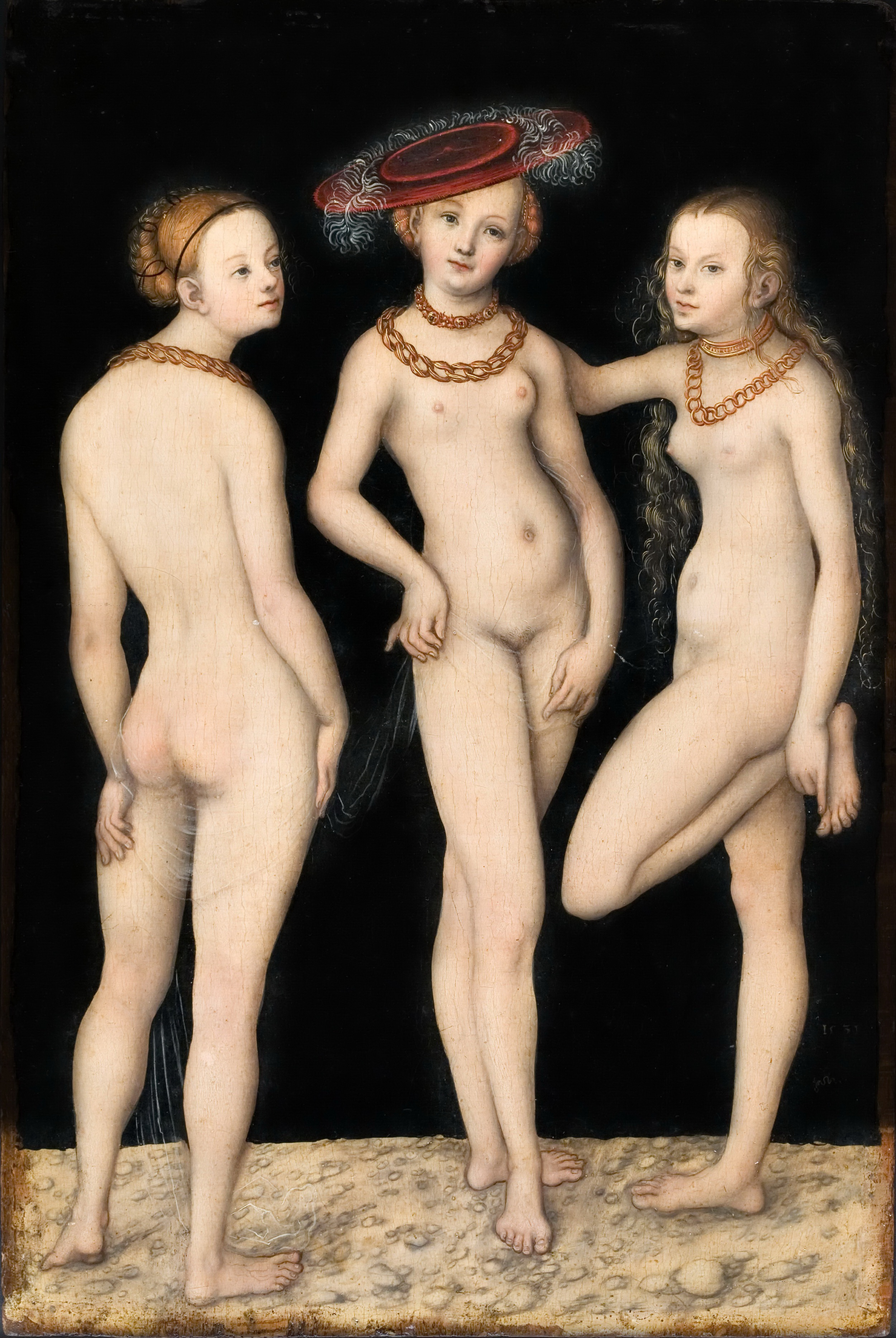
Les Trois Grâces, 1531 – Musée du Louvre, Paris.